# Alpidia García Moral
Alpidia García Moral, conocida como Maruxa (Sobrado, 1905-Villasinde, 17 de marzo de 1949) fue una guerrillera antifranquista española de El Bierzo.

## Trayectoria
Tras el golpe de Estado del 18 de julio de 1936 su marido, José Losada Granja, fue fusilado en Portela de Aguiar en octubre de 1936. Ella comenzó a colaborar con la guerrilla, sirviendo su hogar como punto de apoyo y ella de enlace.
En 1943, durante una inspección de rutina de la Guardia Civil, un grupo de guerrilleros fueron sorprendidos en su domicilio. En la refriega resultaron muertos un sargento y un guardia. Varios vecinos sufrieron heridas, al ser confundidos con los guerrilleros, y una mujer, Dorinda Ríos García, murió mientras se encontraba retenida por los agentes. Su hija, Ángela Losada García, se entregó al día siguiente y, puesta en libertad por ser menor de edad, al cumplir la edad penal, fue condenada a ocho años de cárcel en la Prisión Central de Mujeres de Amorebieta (Vizcaya) y trasladada después a la de Segovia.
Los guerrilleros lograron escapar y García Moral marchó con ellos. Pasó a formar parte del grupo de Silverio Yebra Granja, perteneciente a la Federación de Guerrillas de León-Galicia, con Abelardo Macías Fernández, Oliveros Fernández Armada, Victorino Nieto Rodríguez e Hilario Álvarez Méndez. Permaneció en la sierra casi seis años con su compañero Victorino Nieto. 
El 17 de marzo de 1949 el grupo fue sitiado. Ella fue detenida con vida y asesinada por un sargento de la Guardia Civil en presencia de varios vecinos de Vilasinde. En la refriega Abelardo Macías e Hilario Álvarez perdieron la vida. Oliveros Fernández y Victorino Nieto lograron escapar.